# Bazilika Štirinajstih svetih pomočnikov
Bazilika Štirinajstih svetih pomočnikov (nemško Basilika Vierzehnheiligen) je cerkev v bližini mesta Bad Staffelstein blizu Bamberga na Bavarskem v južni Nemčiji. Poznobaročno-rokokojska bazilika, ki jo je zasnoval Balthasar Neumann, je bila zgrajena med letoma 1743 in 1772. Posvečena je Štirinajstim svetim pomočnikom, skupini svetnikov, ki jih skupaj časti katoliška cerkev, zlasti v Nemčiji v času črne kuge.
Mimo bazilike Štirinajstih svetnikov pelje frankovska cesta Marienweg.

## Lega
Bazilika gleda na reko Majno v Frankovski. Leži na pobočju, nasproti pa je samostan Banz, nekdanji baročni benediktinski samostan, znan tudi kot dvorec Banz. Skupaj sta znana kot Goldene Pforte ali zlati portal, vhod v zgodovinska frankonska mesta Coburg, Kronach, Kulmbach in Bayreuth.

## Legenda
Jeseni 1445 je mladi pastir Hermann Leicht videl jokajočega otroka na polju blizu cistercijanskega samostana v Langheimu. Ko se je sklonil, da bi pobral otroka, je ta nenadoma izginil. Kmalu zatem se je otrok ponovno pojavil na istem mestu skupaj z dvema lebdečima lučema in Hermann je o tem poročal cistercijanom. Naslednje poletje je otroka videl tretjič. Tokrat je otrok na prsih nosil rdeči križ, spremljale pa so ga še druge figure. Otrok je rekel, da so Štirinajst pomočnikov in da bi pomagali drugim, če bi jim postavili kapelo. Dve luči sta se spustili in videnje je izginilo, nato pa so se začeli zdravilni čudeži.
Bratje cistercijani, katerim je zemljišče pripadalo, so postavili kapelo, ki je takoj pritegnila romarje. Oltar je bil posvečen že leta 1448. Romanja v Vierzehnheiligen se nadaljujejo vse do danes med majem in oktobrom.

## Arhitektura
Zunanjost zaznamuje reprezentativna fasada z elegantno izstopajočim srednjim delom in visokima stolpoma. Videz je s proporci zasnovan za pogled od daleč in predstavlja odgovor na pročelje cerkve samostana Banz na nasprotnem pobočju, na katerega v strukturi delno temelji. Fasada velja za eno najbolj impozantnih baročne dobe.
Na zasnovo objekta so vplivali zgoraj opisani problemi zaradi njegovega pomika proti vzhodu. Kljub temu je Neumannu uspelo zasnovati notranjost popolnoma neodvisno od zunanjih sten: z več prekrivajočimi se ovali je zagotovil dinamično ukrivljen tloris, ki je celotno notranjost naredil zelo živahno. Okrog oltarja, ki ga tako rekoč nežno objema, je tako imenovani veliki graciozni oval, ločen od strukture zunanjosti, ki celoten prostor poravna s krajem prikazovanja in mu s svojimi ogromnimi tričertinskimi stebri daje  mogočni pečat.
Lepe štukature Franza Xaverja Feuchtmayerja, Johanna Michaela Feuchtmayerja mlajšega in Johanna Georga Üblhörja, poslikave Giuseppeja Appianija in nenazadnje milostni oltar pričajo o prvotnem vplivu duha rokokoja na sakralni objekt. Svetloba, ki posredno pada skozi številna okna, prispeva k posebnemu vzdušju prostora.
Gradnja oboka se je začela šele po Neumannovi smrti. Da je bila kljub temu dokončana, je zasluga Staffelsteinskega gradbenega mojstra Thomasa Nißlerja. Nedvomno gre za inženirski podvig, predvsem zato, ker Neumann ni mogel vsega natančno izračunati vnaprej in se je Nißler moral zanesti zgolj na svoje izkušnje. Stena naj bi bila debela dvanajst centimetrov in izdelana iz frankovskega apnenčastega marmorja, materiala, ki ni bil posebej trden. Ko je bila bazilika zgrajena, nihče ni verjel, da bo zdržala. Kljub temu je kljubovala vsem vremenskim vplivom in celo uničujočemu cerkvenemu požaru leta 1835 (bazilika je bila brez strehe le dve leti po požaru).
Glavni portal v spodnjem pasu osrednje stavbe mogočnega dvostolpnega pročelja je uokvirjen z lomljenim dvokapnim okvirjem in okrašen s kartušo, katere latinski napis nagovarja obiskovalca osebno kot potepuha in romarja in na koncu vabi za vstop v cerkev INGREDERE IAM VIATOR... Če zahodni portal ni odprt, se v baziliko vstopi na koncu severnega transepta. Tam vas bodo pričakale Eisenbarthove korne orgle, v božičnem času pa velike jaslice v južnem transeptu. V središču bazilike na levi strani dominira veliki oltar. Na desni je središče, milostni oltar, rokokojska mojstrovina. Na visoki zahodni galeriji dominirajo mogočne Riegerjeve orgle.

## Glavni oltar
Osrednji prizor neokrnjenega in visokega velikega oltarja je večja slika, ki prikazuje Vnebovzetje Blažene Device Marije. Kipi prikazujejo njenega moža Jožefa, očeta Joahima ter Davida in Zaharijo.

## Usmiljeni oltar štirinajstih sv. Pomočnikov
Rokokojski oltar s štirinajstimi svetimi pomočniki stoji prosto v sredini ladje in je obdan z usločeno obhajilno rešetko. Pogled na mesto prikazovanja se odpre vstran. Spodnji del oltarja, okrašen s štukaturnim marmorjem, je obokan s prepustnim baldahinom iz bleščečih rocaille, ki ohranja jasen pogled na veliki oltar. Dvanajst od štirinajstih svetih pomočnikov je pritrjenih na milostni oltar, poravnanih s štirimi glavnimi točkami, v treh nadstropjih eden nad drugim. Pri obeh stranskih oltarjih stojita Barbara in Katarina.
Štirinajst svetnikov, predstavljenih v oltarju, so:
- Na balustradi:
  - sveti Blaž (3. februar), škof in mučenik, klican proti bolezni grla
  - Kirijak (8. avgust), diakon in mučenik, priklican proti skušnjavi na smrtni postelji
  - sveti Dionizij (9. oktober), škof in mučenik, kliče proti glavobolu
  - Erazem iz Formija (2. junij), škof in mučenik, klican proti črevesnim boleznim
- V oltarnih nišah:
  - sveta Barbara (4. december), devica in mučenica, klicana proti vročini in nenadni smrti
  - Katarina Aleksandrijska (25. november), devica in mučenica, vpoklicana proti nenadni smrti
- Na opornikih:
  - sveti Akacij (8. maj), mučenik, ki ga kličejo proti glavobolu
  - sveti Krištof (25. julij), mučenik, priklican proti bubonski kugi
  - sveti Evstahij (20. september), mučenik, priklican proti družinskim razdorom
  - sveti Egidij (1. september), puščavnik in opat, priklican proti kugi, za dobro spoved
- Na vrhu baldahina:
  - sveti Jurij (23. april), vojak-mučenik, za zdravje domačih živali
  - Marjeta Antiohijska (20. julij), devica in mučenica, poklicana ob porodu
  - sveti Pantaleon (27. julij), škof in mučenik, za zdravnike
  - sveti Vid (15. junij), mučenik, vpoklican proti epilepsiji

## Prižnica
Prosto lebdeči beli putti nosijo prižnico, okrašeno z zlatimi reliefi evangelistov, obdanih s školjkami. Zvočna plošča je izdelan iz žarkov kroglaste oblike.